# Schlögelgrabenbach
Der Schlögelgrabenbach, auch Schläglbach oder Schläglgrabenbach genannt, ist ein rund 3,5 Kilometer langer, rechter Nebenfluss der Kainach in der Steiermark.

## Verlauf
Der Schlögelgrabenbach entsteht im nördlichen Teil der Gemeinde Kainach bei Voitsberg, nordwestlich der Ortschaft Gallmannsegg, südwestlich des Roßbachkogels und südlich der Roßbachalm. Er fließt in einem flachen Rechtsbogen insgesamt nach Südosten und fließt dabei südlich sowohl an der Oberen als auch an der Unteren Pussorhütte vorbei. Nördlich von Gallmannsegg mündet er südöstlich der Unteren Pussorhütte und südwestlich des Hofes Pfleger in die Kainach, die kurz danach nach links abknickt. Auf seinen Lauf nimmt der Schlögelgrabenbach keine anderen Wasserläufe auf.